# 마이크 루이즈

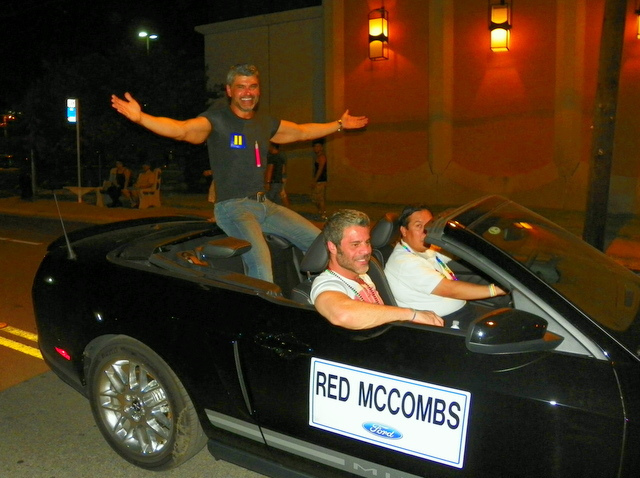

마이크 루이즈(Mike Ruiz, 1964년 12월 8일 ~ )는 캐나다의 영화 감독, 배우이다.
몬트리올에서 태어났다.

## 영화
- 베어 시티 2 : 청혼 (2012년)
- 드랙 레이스 (2009년) - 본인 역
- 아메리카 넥스트 톱 모델 (2003년) - 본인 역